# Abies veitchii
Abies veitchii o abeto de Veitch (en japonés, シラビソ o シラベ shirabiso o shirabe), es una especie arbórea perteneciente a la familia de las pináceas y originaria del Japón.

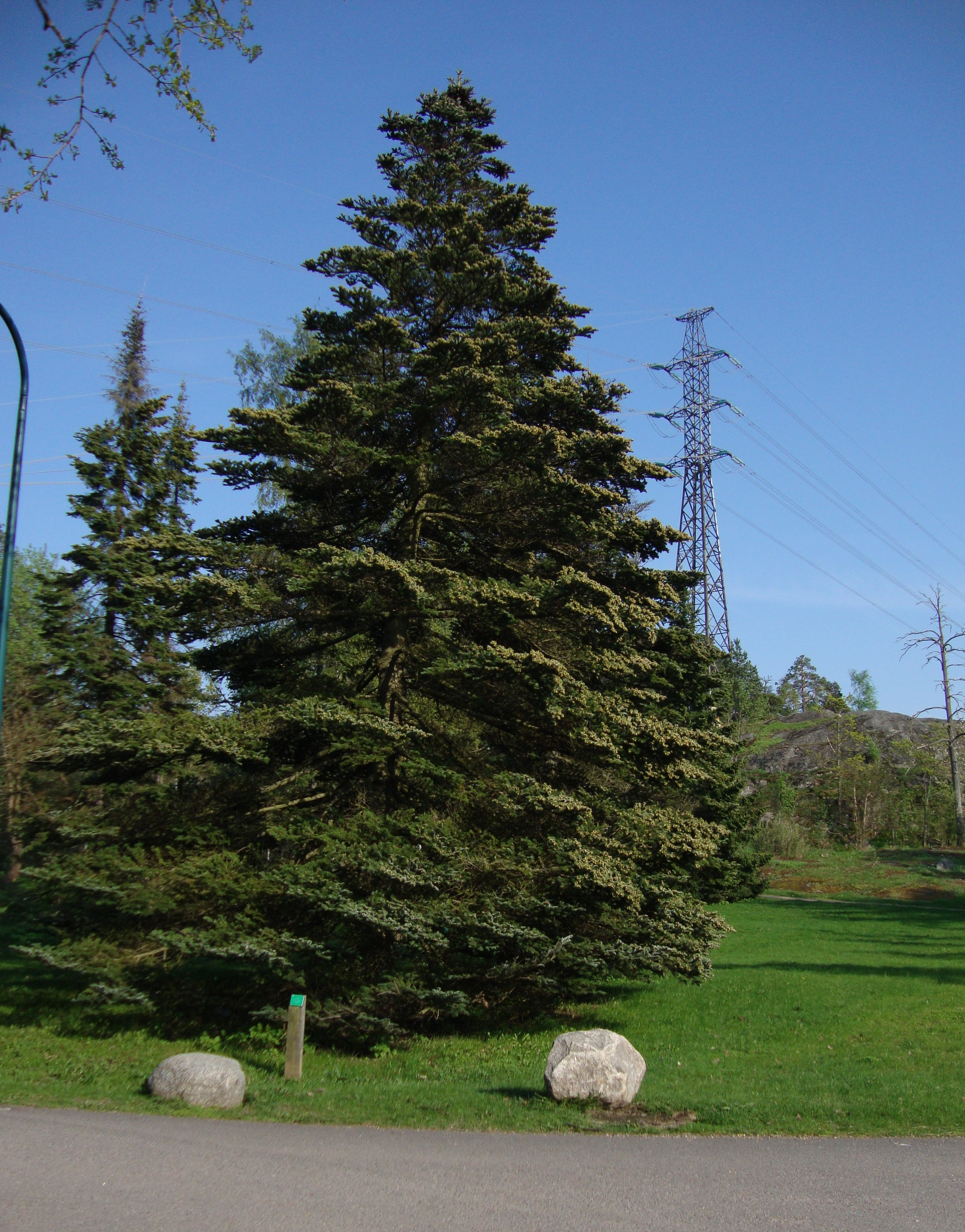
Vista del árbol

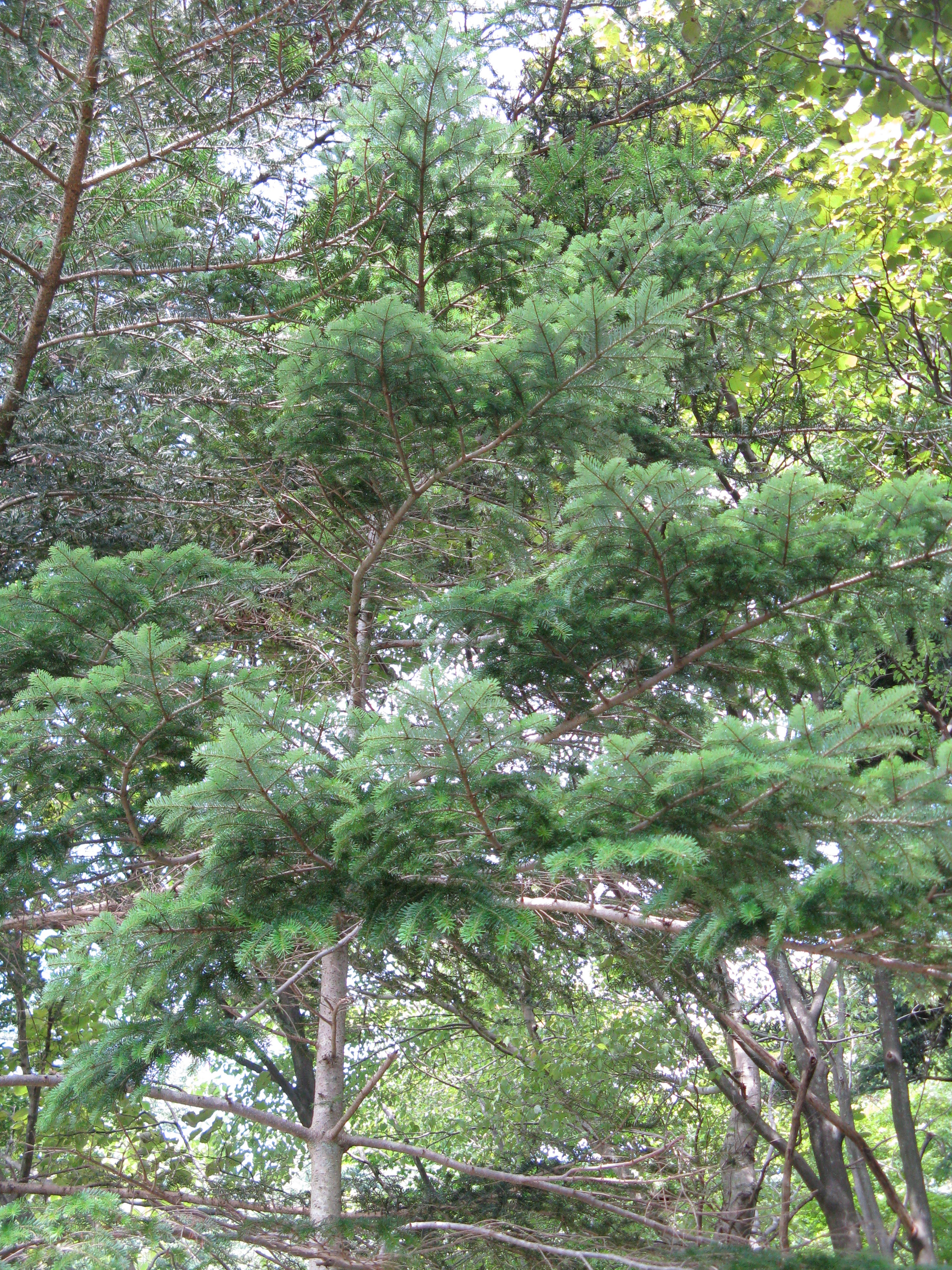
Vista del árbol

## Descripción
Es una conífera perenne, un árbol que crece a un ritmo acelerado hasta 25-30 m de altura. La corona es estrechamente cónica con ramas horizontales y pubescente brotes con pelos cortos de color marrón. Las hojas son como agujas y aplanadas de 1-3 cm de largo y 2 mm de ancho. Son de color verde oscuro brillante por encima con dos bandas estomáticas de color blanco azulado por debajo. El follaje es denso. El cono es de color púrpura-marrón, cilíndrico de 4-7 cm de largo y disminuyendo ligeramente. Los conos son erectos y con brácteas de color amarillo-verde. La corteza es suave y gris claro, y teine ampollas de resina característica de muchos abetos. 

## Hábitat
Es un abeto nativo de Japón en las islas de Honshu y Shikoku. Vive en el suelo húmedo y fresco en los bosques de las montañas a elevaciones de 1500-2800 m s. n. m. Es muy tolerante a la sombra cuando es joven, pero no es de larga vida.

## Taxonomía
Abies veitchii fue descrita por John Lindley y publicado en The Gardeners' Chronicle & Agricultural Gazette 1861: 23. 1861.
Variedades
- Abies veitchii var. veitchii; endémica en Honshu.
- Abies veitchii var. sikokiana (Nakai) Kusaka. Endémica en Shikoku.

Etimología
Abies: nombre genérico que viene del nombre latino de Abies alba.
veitchii: epíteto otorgado en honor del botánico John Gould Veitch.
Sinonimia
- Abies sikokiana Nakai
- Abies eichleri Lauche
- Abies nordmanniana var. eichleri (Lauche) Beissn.
- Picea veitchii (Lindl.) Gordon
- Pinus nephrolepis var. veitchii (Lindl.) Voss
- Pinus selenolepis Parl.
- Pinus veitchii (Lindl.) W.R.McNab[5][6]